# (I Just) Died in Your Arms
«(I Just) Died in Your Arms» — песня британской рок-группы Cutting Crew, выпущенная синглом с дебютного альбома в 1986 году. Написанa вокалистом Cutting Crew Ником ван Иде и является наиболее известной и популярной у слушателей из всей дискографии коллектива.

## Сертификация
- CRIA (Канада) — золотой. Статус присвоен 12 июня 1987.[1]

## Чарты
- Норвегия — 1-е место, 16 недель в чартах;[2]
- Швеция — 2-е место, 5 недель в чартах;[3]
- Германия — 4-е место, 15 недель в чартах;[4]
- Швейцария — 4-е место, 10 недель в чартах;[5]
- Австрия — 9-е место, 12 недель в чартах;[6]